# تامارا کورپاچ
تامارا کورپاچ (انگلیسی: Tamara Korpatsch؛ زادهٔ ۱۲ مهٔ ۱۹۹۵) یک تنیس‌باز اهل آلمان است. او دارای رتبه 71 WTA در انفرادی است که در 23 اکتبر 2023 به دست آورد، و رتبه دوبل شماره 291 را در 7 مارس 2022 به دست آورد. کورپاچ صاحب یک عنوان انفرادی در تور WTA است. او همچنین یک عنوان انفرادی در تور چلنجر WTA و یازده عنوان انفرادی در پیست ITF کسب کرده‌است.
کورپاچ اولین حضور خود در تور WTA را در مسابقات آزاد سوئیس در قرعه کشی دونفره با اکاترینا یاشینا انجام داد.